# Jan Gall
Jan Gall, född 18 augusti 1856 i Warszawa, död 30 oktober 1912 i Lwów, var en polsk tonsättare.
Gall var lärjunge till Josef Gabriel Rheinberger och Francesco Lamperti. Han blev dirigent för Musikföreningen i Lwów 1880 och sånglärare vid konservatoriet i Kraków 1886, och var senare körledare i Lwów. Han komponerade kör- och solosånger och arrangerade talrika polska folkvisor för manskör.